# Huang Kecheng

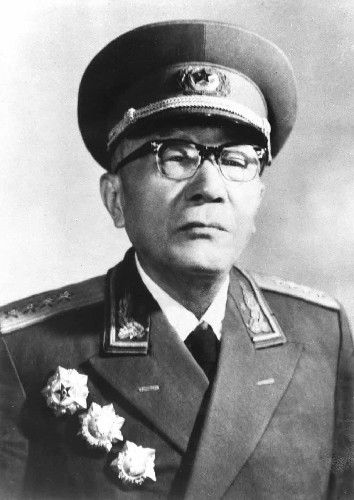
Huang Kecheng im Jahre 1955

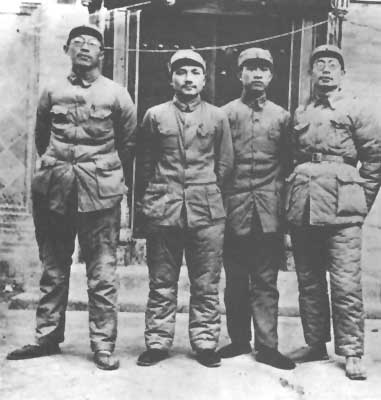
Huang Kecheng (links) mit Deng Xiaoping (2. v. l.) und Fu Zhong (rechts) während des antijapanischen Krieges

Huang Kecheng (chinesisch 黃克誠 / 黄克诚, Pinyin Huáng Kèchéng, W.-G. Huang K'o-ch'eng; * 1902 im Kreis Yongxing (Hunan); † 28. Dezember 1986 in Peking) war ein chinesischer General der Roten Armee bzw. der Volksbefreiungsarmee. Er kämpfte im Krieg gegen Japan und im Bürgerkrieg. Nach Ausrufung der Volksrepublik war er stellvertretender Generalstabschef der Volksbefreiungsarmee und Generalsekretär der Zentralen Disziplinarkommission.

## Militärische Karriere
Huang, der einer Bauernfamilie entstammte, studierte auf dem 3. Lehrerbildungsinstitut der Provinz Hunan und schloss sich nach Ende der Ausbildung der Nationalrevolutionären Armee an. Im Jahre 1925, kurz vor Beginn des Nordfeldzuges und während der Ersten Einheitsfront, trat Huang der Kommunistischen Partei Chinas bei. Nach dem Massaker von Shanghai bekam er die Aufgabe, in Südhunan Aufstände zu organisieren, nach dem Yongxing-Aufstand zog er sich jedoch in die Jinggangshan-Basis zurück und schloss sich der 3. Division der 4. chinesischen Roten Armee an in der er als politischer Kommissar fungierte. Er war Teilnehmer des Langen Marsches. Nach Ankunft in Yan’an wurde er zum Direktor der Abteilung für Organisation und Politik der Roten Armee ernannt. Im Krieg gegen Japan war er unter Lin Biao politischer Kommissar der 334. Brigade der 115. Division der 8. Marscharmee und kämpfte mit der von Xu Haidong geführten Truppe in Shanxi, Hebei und Henan. Mit der Zeit stieg er zum politischen Kommissar der 8. Marscharmee und, nach der Schlacht von Huangqiao, der 4. Neuen Armee auf. Im chinesischen Bürgerkrieg war er stellvertretender Kommandeur der Demokratischen Vereinten Armee Nordostchinas und der 4. Feldarmee, wo er an Kämpfen gegen Du Yumings Truppen beteiligt war. In der Schlacht von Siping kam es zwischen Huang und Lin zum Konflikt, weil Huang nicht mit der Entscheidung Lins, Widerstand zu leisten einverstanden war und den Rückzug antreten wollte. Gegen Ende des Bürgerkrieges wurde Huang zum Mitglied des Zentralkomitees gewählt.
Nach dem Einmarsch der Volksbefreiungsarmee in Peking und Tianjin wurde Huang zum Parteisekretär für Tianjin ernannt. Nach Ausrufung der Volksrepublik China wurde Huang zum Sekretär des Parteikomitees von Hunan und zum Kommandeur der Volksbefreiungsarmee in Hunan ernannt. Nach seiner Versetzung nach Peking hatte er den Vorsitz des Generalstabes der Volksbefreiungsarmee, der Logistikabteilung der Volksbefreiungsarmee inne, später wurde er stellvertretender Verteidigungsminister. Im Jahre 1955 wurde er für seine Verdienste zum Großgeneral ernannt, er stieg zum Generalsekretär der Zentralen Militärkommission auf und wurde Generalstabschef.
Im Jahre 1959 gehörte Huang zur Gruppe um Peng Dehuai, die Mao Zedongs Politik des Großen Sprunges nach vorn und der Volkskommunen kritisierten. Mao war erzürnt, warf der Führung der Volksbefreiungsarmee Illoyalität vor und verkündete, er könne sich erneut in die Berge zurückziehen und eine neue Rote Armee aufbauen. Peng, Huang und einige weitere hohe Parteifunktionäre wie Luo Fu, Zhou Xiaozhou oder Li Rui verloren ihre Posten, gegen Huang wurde eine mehrere Jahre laufende Untersuchung eingeleitet. Während der Kulturrevolution musste Huang physische Übergriffe erleiden. Nach Maos Tod wurde er jedoch rehabilitiert und wurde Berater der Zentralen Militärkommission, Mitglied des Zentralkomitees und von 1982 bis 1985 Zweiter Generalsekretär der Zentralen Disziplinarkommission. Trotz der erlittenen Erniedrigungen verteidigte er Maos Leistungen, als Deng Xiaoping sein Regierungssystem aufbaute und einen offiziellen Standpunkt der Partei über die Wirren von Großem Sprung und Kulturrevolution erarbeiten musste.